# Зелёная Горка (Красноярский край)
Зелёная Го́рка — посёлок в Назаровском районе Красноярского края России. Входит в состав Гляденского сельсовета.

## География
Посёлок расположен на расстоянии 42 км к юго-западу от Назарово, административного центра района.

## История
Основан в 1930 году. В 1968 году указом Президиума Верховного Совета РСФСР посёлок отделения № 4 Гляденского совхоза переименован в Зелёную Горку.

## Население
| 2010 |
| ---- |
| 91   |

Гендерный состав
По данным Всероссийской переписи населения 2010 года, в посёлке проживал 91 человек (43 мужчины и 48 женщин).